# Deux gouttes d'eau (téléfilm)
Pour la comédie d'Eugène Labiche, voir Deux gouttes d'eau.
Pour plus de détails, voir Fiche technique et Distribution.
Deux gouttes d'eau est un téléfilm français réalisé par Nicolas Cuche diffusé le 19 octobre 2018 sur France 2.

## Synopsis
Une jeune femme est retrouvée étranglée et éventrée. La vidéo-surveillance livre rapidement le coupable : Antoine, son fiancé. Mais celui-ci avance un alibi et accuse son jumeau monozygote, Tom. Antoine est celui qui a réussi, Tom est le raté jaloux de son frère mais lui aussi a un alibi. Les policiers sont perplexes. La victime, enceinte, a t-elle été manipulée, trompée par deux frères inséparables et pervers ? Lequel des deux a tué Zoé, la petite sœur ? a égorgé le chien ? assassiné les parents ? Antoine et Tom se renvoient la balle en utilisant les mêmes mots, les mêmes arguments, en faisant les mêmes gestes. Et au moment où tout semble accuser Tom, un ultime tour de passe-passe des deux frères rebrouille les pistes.

## Fiche technique
- Titre original : Deux gouttes d'eau[2]
- Réalisation : Nicolas Cuche[3]
- Adaptation : Jacques Expert d'après son roman
- Scénario original : Johanne Rigoulot
- Compositeur : Christophe La Pinta
- Photographie : Tristan Tortuyaux
- Montage :  Thierry Rouden, Anne Saïac
- Producteur : Véronique Marchat
- Production : VEMA productions et France Télévisions
- Pays :  France
- Genre : Fiction, Policier
- Durée : 90 min
- Dates de diffusion :  19 octobre 2018 sur France 2

## Distribution
Sauf indication contraire, les informations mentionnées dans cette section peuvent être confirmées par la base de données cinématographiques IMDb,  présente dans la section « Liens externes ».
- Michaël Youn : Capitaine Sam Barbieri
- Sylvie Testud : Commandante Valérie Laforge
- Hugo Becker : Antoine/Tom Delvoye
- Marie-Christine Barrault : Élisabeth Davout
- Camille Aguilar : Laura Peretti
- Victoire Maçon-Dauxerre : Audrey Favreau
- Khalid Maadour : Farouz
- Oscar Copp : Ecce
- Murielle Huet des Aunay : Fiona Delbecq
- Guillaume Clérice : Erwan Legal
- Emmanuelle Bougerol : Gardienne
- William Sciortino : Déménageur (non crédité)

## Production

### Adaptation
Le téléfilm est une adaptation du roman éponyme de Jacques Expert paru en 2015. Il déclare : « Ce qui est intéressant, c'est de voir comment un autre auteur, en l'occurrence le réalisateur, imagine et matérialise les lieux et les personnages que j'évoque dans mes polars. Finalement, tout en n'étant pas ceux que j'ai créés, ils ne sont pas très différents des miens. ».

### Tournage
Le tournage s'est déroulé à Paris et à La Défense du 19 décembre 2017 au 29 janvier 2018,.

## Accueil

### Critiques
Moustique indique que « Nicolas Cuche signe une fiction sobre où il laisse s'exprimer ses trois comédiens », saluant les prestations de Sylvie Testud (confondue dans l'article avec Léa Drucker), « impeccable de justesse dans ce rôle de flic, qui semble avoir dédié sa vie à son métier » et Michaël Youn qui « étonne de plus en plus, tant son jeu prend d'épaisseur à chaque rôle ».

### Audience en France
- Première diffusion du 19 octobre 2018 (France 2) : 4,11 millions de téléspectateurs (18,8% de part d'audience)[7].
- Diffusion du 20 mai 2020 (France 2):  3,66 millions de téléspectateurs (14,4% de part de marché)[8].